# Бед-трип
Бед-тріп (англ. bad trip) — сленговий вислів, що описує психоделічну кризу — негативні, потенційно небезпечні для психіки переживання, які можуть виникати під час психоделічного досвіду, не обов'язково, але зазвичай викликаного вживанням речовин-психоделіків, таких як LSD, ТГК, сальвінорин А, мескалін або псилоцибін (активна речовина галюциногенних грибів).
Прояви можуть включати почуття сильного безпричинного занепокоєння, незрозумілий страх, напади паніки, відчуття замкнутості або переживання знищення власного «Я» (так звана «зрада»). В цілому, з точки зору психоделічної психотерапії, дані переживання не обов'язково повинні розглядатися тільки в негативному аспекті, оскільки в багатьох випадках вони дозволяють опрацювати складний підсвідомий матеріал і можуть бути єдиним можливим способом це зробити. Потенціал психоделічної терапії якраз і полягає в здатності досягати подібних станів та опрацьовувати такий матеріал, наприклад, пов'язаний з глибокими психологічними травмами дитинства. Але важливо відзначити, що подібні експерименти слід проводити з досвідченою людиною та тріп-сітером і дуже небезпечно проводити наодинці, особливо в непідготовленому стані і в недружньому сетингу.
Найкраща допомога для людини, що відчуває бед-тріп — спробувати заспокоїти, поговорити в дружньому ключі, намагаючись змусити людину «повернутися до реальності». За необхідності бед-тріп можна перервати медичним шляхом.
Часто у новачка (що прийняв, наприклад, ЛСД у групі) виникає паніка, пов'язана зі сприйняттям так званого побутового відчуття свідомості про «втягування в секту».[прояснити][джерело не вказане 2771 день]